# أسياس مي كاناي
أسياس مي كاناي (5 يونيو 1975 في البرازيل – )؛ هو لاعب كرة قدم كان يلعب كمهاجم.

## وصلات خارجية
- أسياس مي كاناي على موقع رابطة كرة القدم اليابانية للمحترفين (اليابانية)
- أسياس مي كاناي على موقع قاعدة بيانات كرة القدم.إي يو (الإنجليزية)
- أسياس مي كاناي على موقع Soccerway.com (الإنجليزية)
- أسياس مي كاناي على موقع عالم كرة القدم.نت (الإنجليزية)